# 日本プライベート証券
日本プライベート証券株式会社は、かつて存在した日本の証券会社。
2009年6月17日をもって自主廃業した。

## 沿革
- 2009年6月17日 - 自主廃業。
- 2009年7月10日 - 行政処分。
- 2009年8月31日 - 金融商品取引業の廃止。